# Levin Čavrak Letovanićki
Levin Čavrak Letovanićki (Zagreb, 15. travnja 1852. — Zagreb, 14. travnja 1913.) bio je hrvatski političar. 

## Životopis
Podrijetlom je iz plemićke obitelji. Gimnazijsko obrazovanje stekao je u Zagrebu i Beču. Završio je pravne studije u Zagrebu. Od 1876. radio je kao perovodni vježbenik u Varaždinskoj županiji. Nakon pola godine premješten je prvo u Zagrebu i potom u Pakrac. Od 1878. bio je privremeni upravitelj državnog redarstva u Sarajevu. Zbog lošeg zdravlja vraća se u Pakrac.
Radio je 1866. kao kotarski predstojnik u Virovitici, a zatim 1887. u Zemunu, gdje je istovremeno radio kao redarstveni povjerenik. Od srpnja 1892. u Virovitičkoj županiji obnaša dužnost županijskog tajnika, a potom podžupana. Od 1901. imenovan je za velikog župana. Ban Pejačević imenovao ga je u Zemaljsku vladu 19. listopada 1904. za predstojnika Odjela za bogoštovlje i nastavu. Od srpnja 1905. službovao je kao predstojnik Odjela za unutarnje poslove. Na istoj je dužnosti ostao do smjene nakon izborne pobjede Hrvatsko-srpske koalicije 1906. godine. U veljači 1910., ban Tomašić imenu je ga za odjelnog predstojnika za unutarnje poslove; na toj poziciji ostaje do 1912. godine.
Glavna skupština Virovitičke županije je od 1904. odlučila dodjeljivala nagrade najboljim učiteljima Virovitičke županije iz „Čavrakove zaklade”.

### Članci
- Agičić, Damir. 1993. Čavrak Letovanićki, Levin. Hrvatski biografski leksikon. Zagreb.  journal zahtijeva |journal= (pomoć)